# Yūji Naka

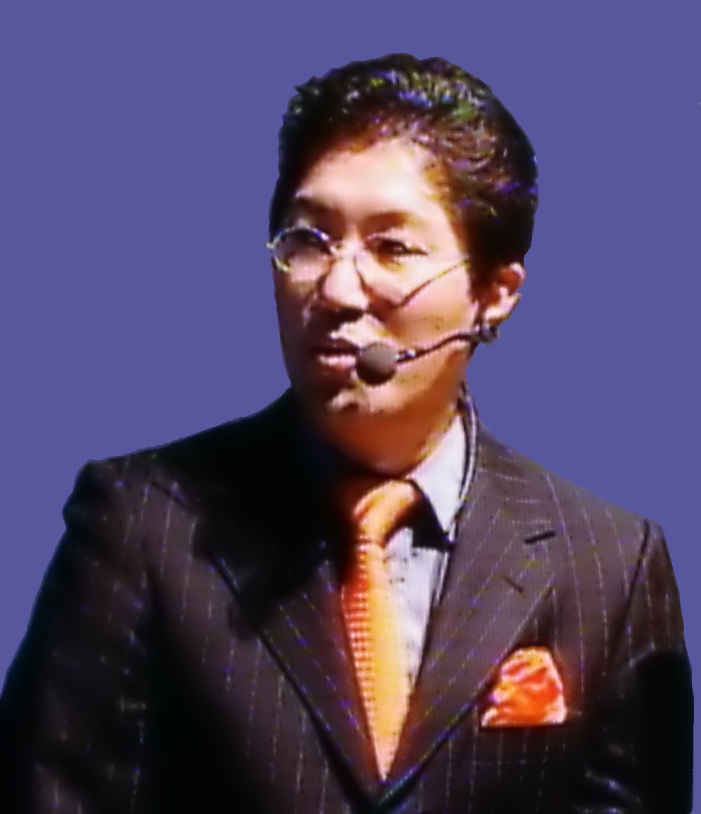
Yūji Naka (2008)

Yūji Naka (jap. 中 裕司, Naka Yūji; * 17. September 1965 in Ōsaka) ist ein japanischer Programmierer. Er ist bekannt für seine Arbeit an den Videospielen der Firma Sega.

## Karriere
Yūji Naka begann 1984 bei Sega als Programmierer für die 8-Bit-Konsolen SG-1000 und Sega Master System. 1991 entwickelte Naka das Jump ’n’ Run Sonic the Hedgehog für den Sega Mega Drive. Seit 2000 leitet er das eigens gegründete Sonic Team und wurde 2004 außerdem zum „R&D Creative Officer“ der Sega Corporation ernannt. Naka produzierte außerdem Phantasy Star Online und NiGHTS into Dreams. 2006 verließ er Sega und gründete sein eigenes Entwicklerstudio Prope. Ab 2016 arbeitete Naka für Square Enix, wo er für die Entwicklung von Balan Wonderworld verantwortlich war. Kurz nach Release des Titels wurde er allerdings im April 2021 entlassen. Im November 2022 wurde berichtet, dass Yūji Naka wegen Insiderhandel verhaftet worden sei. Ihm und zwei weiteren ehemaligen Square Enix Mitarbeitern werde vorgeworfen, kurz vor Ankündigung eines Computerspiels Aktien des Entwicklerstudios gekauft zu haben.

## Spiele
- Girls Garden (SG-1000, 1984)
- Great Baseball (Master System, 1985)
- F-16 Fighting Falcon (Master System, 1985)
- Hokuto no Ken [Fist of the North Star] (Master System, 1985)
- Spy vs. Spy (Master System, 1986)
- Space Harrier (Master System, 1986)
- Out Run (Master System, 1987)
- Phantasy Star (Master System, 1987)
- Super Thunderblade (Mega Drive, 1989)
- Phantasy Star II (Mega Drive, 1989)
- Dai Makai Mura (Ghouls ’n Ghosts) (Mega Drive, 1989)
- Sonic the Hedgehog (Mega Drive, 1991)
- Sonic the Hedgehog 2 (Mega Drive, 1992)
- Sonic the Hedgehog 3 (Mega Drive, 1993)
- Sonic & Knuckles (Mega Drive, 1994)
- NiGHTS into Dreams (Saturn, 1996)
- Christmas NiGHTS (Saturn, 1996)
- Sonic 3D Flickies' Island (Mega Drive, 1996)
- Sonic Jam (Saturn, 1997)
- Sonic R (Saturn, 1997)
- Burning Rangers (Saturn, 1998)
- Sonic Adventure (Dreamcast, 1998)
- ChuChu Rocket! (Dreamcast, 2000)
- Samba de Amigo (Dreamcast, 1999)
- Sonic the Hedgehog Pocket Adventure (NGPC, 1999)
- Samba de Amigo Ver.2000 (Dreamcast, 2000)
- Phantasy Star Online (Dreamcast, 2000)
- ChuChu Rocket! (GBA, 2001)
- Phantasy Star Online Ver. 2 (Dreamcast, 2001)
- Sonic Adventure 2 (Dreamcast, 2001)
- Minna de Puyo Puyo (GBA, 2001)
- Sonic Adventure 2 Battle (NGC, 2001)
- Sonic Advance (GBA, 2001)
- Sonic Adventure DX: Director’s Cut (NGC, 2003)
- Sonic Mega Collection (NGC, 2003)
- PuyoPop Fever (NGC, PS2, Xbox, 2004)
- Sonic Heroes (NGC, PS2, Xbox, 2004)
- Sonic Mega Collection + (PS2, Xbox, 2004)
- Project Rub (Nintendo DS, 2005)
- Sonic GEMS Collection (NGC, PS2, 2005)
- Sonic Rush (Nintendo DS, 2005)
- Shadow the Hedgehog (NGC, PS2, Xbox)
- Let's Tap (Wii)
- Rodea: The Sky Soldier (Wii U, Wii, 3DS, 2015)
- Balan Wonderworld (Windows, Nintendo Switch, PlayStation 4, PlayStation 5, Xbox One, Xbox Series X/S, 2021)